# Samantha Bentley
Samantha Bentley (8 d'octubre de 1987 a Londres) és una actriu pornogràfica, model, ballarina i DJ britànica.

## Biografia
Bentley va néixer a la zona sud de la capital londinenca. Va començar a treballar com stripper i model de nus estant a la Universitat, on estudiava Disseny. Va arribar a aparèixer en la famosa Tercera del diaro The Sun.
Va decidir entrar en la indústria pornogràfica després que un exnovio seu llavors li digués que podria ser divertit ser un estel porno. Va començar a gravar primer vídeos amateur. Quan tenia 20 anys va fer la seva primera actuació en solitari per a una web britànica, on apareixia amb el nom de Samantha B. Els seus inicis van ser amb escenes lèsbiques en exclusiva.
En 2010 va gravar la seva primera escena per a la productora 21Sextury a les seves 22 anys a Budapest amb una actriu porno txeca. La seva primera escena davant les càmeres amb un noi va ser amb Ian Tate per Harmony Films. Aquesta escena va ser també la seva primera escena de sexe anal.
En l'edició de 2013 dels Premis AVN es va fer amb el guardó a la Millor escena de lèsbic en grup< al costat de Brooklyn Lee i Ruth Medina per Brooklyn Lee: Nymphomaniac.
En la trentè segona edició dels AVN, en 2015, va tornar a rebre un guardó. En aquesta ocasió per la Millor escena de sexe en producció estrangera per Rocco’s Perfect Slaves, guardonada al costat de Rocco Siffredi i Henessy.
Fins a l'actualitat, ha gravat més de 120 pel·lícules. Algunes pel·lícules de la seva filmografia són la dupla Hard In Love, al costat de l'actriu polonesa Misha Cross, Voracious - Season 2, Anal Debauchery 3, Samantha Bentley Is Filthy, Brit School Brats, o Sex In Venice, així com la pentalogía de Young Harlots.
L'agost de 2015 va ser proclamada Pet of the Month per la revista Penthouse.
A més de la seva faceta com a actriu porno, també ha realitzat cameos en sèries de televisió com a Joc de Trons. Bentley va aparèixer en el capítol sisè de la quarta temporada titulat Lleis de déus i homes, interpretant a una prostituta de Braavos. Posteriorment, tornaria a aparèixer dues vegades més en la cinquena temporada.
El 19 d'agost de 2014 va aparèixer en un article en l'edició britànica de Cosmopolitan titulat "14 weird questions about life as a porn star, answered by professionals". El 6 de febrer de 2016 publicaria una columna en el seu blog per The Huffington Post titulat "Women Against Feminism – A Pornstar's Point of View", pel qual va ser criticada per sectors feministes.
El 16 d'abril de 2015, Bentley va debutar com a DJ en el club Total Uprawr de Camden. A més, és sòcia de PETA i ha fet campanyes de protesta contra el pla de l'Agència Espacial de Rússia d'enviar quatre micos a Mart en 2017. El 13 de gener de 2016 va aparèixer en l'Ambaixada de Rússia a Londres on va realitzar una performance amb sang falsa i disfressada de mico amb vestit espacial.